# Convergente (livro)
Convergente (no original, Allegiant) é o terceiro e último livro da série de livros Divergente escrita pela autora norte-americana Veronica Roth. Foi lançado nos Estados Unidos em 22 de outubro de 2013, no Brasil o livro foi lançado no dia 10 de março de 2014 e em Portugal no dia 21 de março de 2014. A saga Divergente tornou-se best-seller do The New York Times, alcançando o primeiro lugar entre os mais vendidos, vendendo mais de 34 milhões mundialmente. O livro Convergente vendeu cerca de 500 mil exemplares apenas no dia de seu lançamento. Atualmente, o livro tem mais de 6 milhões de cópias comercializadas mundialmente. O romance tornou-se um verdadeiro sucesso de vendas.
Os direitos autorais da obra foram adquiridos pela Summit Entertainment, e o terceiro livro da saga será adaptado em dois filmes, sendo eles Allegiant e Ascendant. Ambos com datas previstas para Março de 2016 e 2017, respectivamente.

## Enredo
Tris está chocada com a mensagem divulgada ao público no final do ataque ao quartel-general da Erudição. O vídeo revelou a verdade sobre o sistema de facções e anunciou que a cerca que rodeia a cidade deve ser aberta, permitindo os habitantes saírem da cidade. Todavia, a mãe de Tobias e Líder dos sem-facção, Evelyn Johnson, nomeia-se a nova Líder da cidade, forçando as pessoas a operar sob seu comando, vivendo como cidadãos iguais e sem facções. A tensão entre os sem-facção e os antigos membros das facções aumenta, culminando em um confronto brutal onde todas as bacias utilizadas na Cerimônia de Escolha são destruídas e muitos civis morrem baleados. Tris questiona os motivos de Evelyn estar agindo assim.
Tris é raptada pelos chamados Leais - um grupo rebelde determinado a fugir da cidade e restabelecer seu antigo modo de vida - e querem convidá-la para um encontro na noite seguinte. Enquanto isso, Caleb Prior - o irmão de Tris - é condenado à morte por ter ajudado a ex-líder da Erudição, Jeanine Matthews. A traição de Caleb ainda é fresca na mente de Tris, e isso a impede de perdoá-lo completamente. Tobias informa Tris que Caleb foi considerado um traidor e que será executado em duas semanas. Os Leais, liderados por Cara e Johanna, planejam enviar um grupo para fora da cidade para eles encontrarem a verdade sobre a sua existência e modo de vida. Tris voluntaria-se para ir com uma condição: que Caleb seja levado junto com eles. Tobias entra na prisão e quebra a cela de Caleb, levando-o para um beco. Ambos saltam em um trem com Tris.
Tobias, Tris, Christina, Cara, Uriah, Tori, Peter e Caleb se aproximam das fronteiras da cidade, porém são emboscados depois que saltam do trem, resultando na morte brutal de Tori por um caminhão. Após um confronto armado, eles enfim atravessam as fronteiras da cidade. Lá, encontram uma mulher chamada Zoe e um homem chamado Amah, Tobias logo reconhece-o, pois esse foi seu instrutor de Iniciação que acreditava estar morto. Zoe e Amah levam todo o grupo para o chamado Departamento de Auxílio Genético, onde eles se encontram com o irmão de Tori, George Wu, que todos achavam que tinha sido morto no passado por ser divergente. Aqui eles aprendem a verdade sobre sua sociedade: Anos atrás, o governo acreditava que os problemas da sociedade foram causados por genes de pessoas ruins. Em uma tentativa de criar uma sociedade melhor, começaram a corrigir os genes das pessoas com resultados desastrosos. Para corrigir seu erro, o governo criou "experiências", estabelecendo cidades isoladas nos Estados Unidos inteiro, na esperança de recriar indivíduos geneticamente puros para corrigir o dano genético. Tris e Tobias são testados por Matthew e Nita para verificar e estudar a sua divergência. Enquanto Tris é uma verdadeira divergente, Tobias descobre que não é. Tobias fica furioso com a notícia e começa a acreditar que ele é um ser humano danificado. Matthew leva Tris para o líder do Departamento, David, para que Tris descubra a verdade sobre sua mãe. David dá para Tris o diário de sua mãe. Enquanto isso, Tobias participa secretamente de uma reunião de rebeldes chamados de Geneticamente Danificados (GD), liderados por Nita, que também é geneticamente danificada. Nita diz à Tobias que David está mentindo quando afirma que os danos genéticos são a causa dos problemas de uma sociedade. Ela apresenta um plano aos rebeldes.
Eis o plano: Causar várias explosões dentro do Departamento como forma de distração, enquanto tentam pegar os soros da morte e usá-los em David e seus simpatizantes. Tobias conta à Tris o plano dos GD, indo contra o aviso de Nita para mantê-lo em segredo. Tris fica insegura em relação aos planos de Nita, mas Tobias diz a ela que ela está com ciúmes de Nita e ele concorda em ajudar os GD.
Pouco tempo depois, Nita e seus aliados atacam o Departamento, ferindo gravemente Uriah em uma série de explosões. Tris salva David de ser baleado por Nita e consegue parar o ataque, e, em seguida, Nita é julgada e mandada para a prisão. Após o ataque, Tris confronta Tobias e termina temporariamente a sua relação com ele, para que Tobias pense sobre as coisas que ele fez. Tris recebe um convite para ser membro do Conselho do Departamento e começa a acompanhar os eventos que ocorrem na cidade, incluindo os preparativos dos Leais para a guerra com Evelyn e os sem-facção. David está desesperado para acabar com a violência e manter a experiência e o trabalho de sua vida à custa de destruir as personalidades de todos na cidade. Ele decide usar o soro da memória para limpar as memórias das pessoas dentro da cidade, permitindo a experiência de começar com uma memória limpa. Tris também aprende que o Departamento criou os soros que levaram à destruição da Abnegação e da escravidão da Audácia. Repelida por ações do Departamento e a decisão de David, Tris se reconcilia com Tobias. Com seus amigos, ela começa a criar um plano para salvar sua cidade e corrigir falhas do Departamento. O grupo decide entrar no Laboratório de Armas e usar o soro da memória para limpar as memórias do Departamento. O Laboratório é guardado por uma dose fatal do soro da morte, tornando-a uma missão suicida. Caleb se voluntaria para entrar no Laboratório, e em lágrimas ele pergunta se Tris vai perdoá-lo por tudo que ele fez, Tris diz que sim. Ao mesmo tempo, o soro da memória vai ser lançado, Tobias, Christina, Peter e Amar pretendem ir para a cidade para imunizar seus entes queridos contra o soro.
Christina consegue recuperar as doses de soro de inoculação que irá neutralizar o soro de memória e informa o grupo para injetar ele. Tobias percebe que Peter apenas finge injetar-se com o soro de inoculação. Christina dá um frasco extra de soro da memória para Tobias, para uso contra Marcus (seu pai) ou Evelyn, na esperança de pôr fim ao conflito na cidade. Tobias decide enfrentar Evelyn. Levando consigo Peter e um frasco de soro da memória, Tobias encontra-se com sua mãe e lhe dá a opção de beber, o que permitirá a ela para acabar com o conflito, nascer de novo e tornar-se sua mãe novamente. Ela abraça Tobias sem tomar o soro. Os Leais reúnem-se com Johanna e Marcus para colocar um fim no conflito. Na saída da sede da Erudição, Peter lamenta sobre seu mau comportamento e tendências violentas, que ele sabe que nunca vai mudar, e diz que quer tomar o soro da memória para se tornar uma nova pessoa. Tobias dá para Peter o soro, apagando sua mente para sempre.
No Departamento, Caleb está pronto para sacrificar-se, mas ele e Tris, que o acompanhou, são emboscados pelos guardas do Departamento. Tris puxa a arma de Caleb e decide realizar a missão em vez de permitir que Caleb a faça, sabendo que Caleb se ofereceu pois está arrependido de suas ex-ações ao invés de por amor a ela. Ela espera que sua resistência à soros irá incluir a variante da Morte. Não sabendo se ela vai sobreviver, Tris diz Caleb que, se ela não voltar, ele deve dizer a Tobias que ela não queria deixá-lo.
Tris destrói a entrada para o Laboratório e é exposta ao soro da morte, mas sobrevive. David surge de dentro do laboratório e explica que sua conclusão com os geneticamente danificados não passou despercebido. Determinado a manter a ordem, David atira em Tris, para pará-la com o plano, mas falha e então o soro da memória acaba sendo liberado no alojamento onde eles estão. David perde a memória. Tris acaba falecendo por perda de sangue tendo uma alucinação de sua mãe, ela a abraça e pergunta como os outros vão ficar sem ela, e recebe uma resposta de sua mãe que diz que eles vão ficar bem. Tobias fica sabendo da morte de sua amada e acaba tendo ódio de David que não se lembra do que fez. Um tempo depois, tudo está em paz, Chicago está tranquila e Tobias faz uma amizade com Christina, percebendo que em meio ao caos, eles podem voltar a ser feliz, consertando uns aos outros.

## Personagens
- Beatrice "Tris" Prior: Protagonista e narradora, Tris é filha de Andrew Prior e Natalie Prior e tem um irmão mais velho, Caleb. É descrita nos livros como uma garota baixa, de cabelo loiro e olhos azuis. Nos primeiros livros, pertencia a Abnegação (após ter sido transferida para lá da Audácia), mas nesse livro descobre que o sistema de facções nada mais era do que um modo que os Estados Unidos encontrou para manipular as pessoas. Ela namora seu ex-instrutor na Audácia, Quatro. Tris morre após substituir seu irmão, Caleb, na missão de salvar Chicago de uma reprogramação.
- Tobias "Quatro" Eaton
- n: Narrador pela primeira vez nesse livro, dividindo o ponto de vista com Tris. Quatro tem 18 anos e costumava ocupar um dos postos mais altos da Audácia, treinando os iniciados com Eric. Anteriormente, pertenceu à Abnegação, mas mudou de facção por causa de seu pai abusivo. É descrito como alto, claro e de olhos azuis. Começa a namorar com Tris em Divergente. Descobre durante Convergente que não é verdadeiramente Divergente, como acreditava ser devido ao seu poder de controlar suas simulações. Fica extremamente abalado com a morte da namorada, chegando até a tentar apagar sua memória para esquecer a dor que sentia por sua perda, mas foi impedido por Christina, que usou o argumento de que ela "Não gostaria de ser esquecida por alguém que amava tanto". Dois anos depois, ele ajudou a mãe a se integrar novamente na sociedade e se tornou um polític o. No enterro de Tris, que ocorreu nesse mesmo tempo, ele decidiu, para honrá-la, superar um de seus medos, o de altura, e desceu a tirolesa do Edifício Hancock. Ao que tudo indica, nunca superou a morte de Tris.
- Caleb Prior: Irmão de Tris, assim como ela, pertenceu à Abnegação, mas ao completar 16 anos, escolheu a Erudição. Os dois não são gêmeos, mas possuem a mesma idade, pois Caleb nasceu no começo do ano e sua mãe ficou grávida de Tris logo em seguida. É descrito como alguém de pele clara e olhos verdes. Sempre foi extremamente generoso, o que fez a irmã no começo ter certeza de que ele escolheria a Abnegação, mas depois que ele escolhe a Erudição, ela percebe que Caleb sempre deu pequenos sinais de que queria essa facção. Sem que os outros soubessem, se tornou o braço direito de Jeannine Matthews, e chegou a levar a própria irmã para ser executada, o que cria um ressentimento entre os dois nesse livro. No final do livro, Caleb se oferece para morrer na missão de salvar Chicago, mas ele e Tris acabam resolvendo seus problemas, o que a deixa chateada por estar forçando o irmão a se matar e acaba indo em seu lugar na hora, acabando por morrer baleada por David. Ele e Tobias raramente se falaram depois do acontecimento.
- Christina: Tem 16 anos e pertenceu a mesma turma de iniciados de Tris, de quem se tornou amiga. Ao longo do primeiro livro, tem um relacionamento com Will, outro iniciando, mas que acaba sendo morto acidentalmente por Tris, o que faz com que as duas tenham um relacionamento complicado em Insurgente, mas acabam resolvendo esses problemas no mesmo livro. Quando Quatro tentou apagar sua memória para esquecer Tris, ela intervém e o ajuda a superar a perda, fazendo com que os dois se tornem melhores amigos.
- Peter: Transferido da Franqueza para a Audácia, Peter queria ser o primeiro colocado nas provas, chegando a ferir gravemente Edward, outro transferido quando o mesmo se torna o primeiro. Ao longo do primeiro livro junta-se à Molly e Drew contra Tris, ameaçando a mesma, e, inclusive, tenta matá-la, mas é impedido por Quatro. Ajudou Quatro e Tris a escaparem vivos de Jeannine em Insurgente, mas apesar disso, continua insuportável. No final do livro, toma o soro da memória para esquecer quem era e as coisas terríveis que fez durante a vida, mas Tobias diz no Epilogo que os dois nunca mais se viram, mas que sabia que Peter trabalhava em um escritório no centro da cidade e que alguns traços de sua antiga personalidade retornaram.
- Marcus Eaton: Pai de Quatro, é um dos líderes da Abnegação. Era abusivo e agressivo com filho, Quatro. Sua esposa, Evelyn Johnson, foi dada como morta quando Quatro era criança, mas descobrimos no livro Insurgente que ela está viva e foi afastada da Abneçação por ter tido um caso amoroso fora do casamento.
- Natalie Prior: Mãe de Tris e Caleb, Natalie anteriormente pertenceu á Audácia, mas mudou-se para a Abnegação quando tinha 16 anos. Viveu antes fora da cidade, entrou na cidade para testar o experimento e depois para tentar salvar informações. Natalie morre no primeiro livro quando se sacrifica por Tris. Ela era uma divergente.
- Tori: É amiga de Tris e faz parte da Audácia, e pede a Tris para manter em segredo o fato de ser uma Divergente. Os sem-facção matam Tori pois ela tenta sair da cidade junto com os Leais.